# リロイ太郎
リロイ太郎（リロイたろう、1993年12月17日 - ）は、日本のお笑いタレント。

## 来歴
東京大学教育学部附属中等教育学校、神田外語大学卒業。ケニア・ナイロビ出身のハーフ。実母はウガンダ出身のマサイ族およびシティーマサイで、実父は明治大学国際日本学部教授の旦敬介。
かつては高校の同級生だった伊藤颯とコンビ「ドラッパ」を組み、2011年には第3回ハイスクールマンザイで優勝し特待生でNSCへ入学、在学中にはワラチャン! U-20お笑い日本一決定戦にて準優勝。しかし、2016年2月に無期限活動休止（実質上の解散）。伊藤は芸人を引退し会社員へ転職、リロイはしばらくの間ピン芸人として活動した。
2016年8月、NSCの同期生であった萬代育矢と「コロナクラウン」結成。2020年12月、時世を気にして改名中ということにしていたが、結局そのまま解散した。解散後はピン芸人として、活動を続けている。
2020年2月1日、YouTubeにて「リロイ太郎のYouTubeチャンネル」を開設し、投稿を続けている。企画の中の「歌ってみた！」でDef TechのMy Wayを完コピし、40,000回以上の視聴再生を果たしている。

## 人物
- 両親はリロイが5歳の頃に離婚、それから母の消息は不明だったが『アメトーーク!』（テレビ朝日）の「ハーフ芸人」内の企画で成人式に参加するため15年ぶりにウガンダへ帰省。母が既に病死していた事実を知り、120人の親族がリロイの成人式へ参加。リロイは120人分のピラウ（アフリカのピラフ）を作り親族へ振舞った。
- 趣味はサーフィン、 粘土造形、絵画。また日本語、英語、スペイン語と3カ国語を話せるトリリンガル。
- ラグビー日本代表選手・松島幸太朗のそっくりさんとして『ものまねグランプリ』に出演経験がある。ラグビーワールドカップ2019時に調布駅前のパブリックビューイング会場にてラグビーのユニフォームを着用して現れ、会場を沸かしたこともある。しかし中学時代はサッカー部所属だったため、ラグビーはやったことがない。高校時代にバスケットでダンクシュートを決め着地した際に、右脚前十字靭帯を断裂し2回手術を行い、スポーツ競技からは離れることになった。
- 5才から18才まで、父と2人暮らしだったため、父をこよなく愛している姿が、2020年の父の日にYouTubeで投稿した動画からも垣間見れファンの間で話題になった[3]。
- 2020年3月25日からInstagram[4]で配信を開始し、毎日生配信を継続していたが、2022年3月27日2年を経過し731日で毎日生配信は終了した。
- 配信中に、イラストを描き披露することがあり、ファンの要望からオリジナルグッズ販売のオンラインショップ「リロイ太郎のグッズ屋さん」を開店した[5]。
- 2020年11月には、ゲストスピーカーとして招待され大学生の前で講義を行うなど、多岐にわたり才能を発揮している。
- 石粉粘土を使いたくさんの粘土造形も披露してきたが、2021年3月仕事に繋がり吉本の教育コンテンツ「ラフ＆ピースマザー」の有料アプリ内で、カラフル粘土サファリパークの管理人リロイ先生として登場している。
- 2021年9月 SKIPシティ国際Dシネマ映画祭の国際コンペティションにノミネートされた 映画「鬼が笑う」に、外国人労働者役ニコラスとして出演している。
- 2021年11月 昨年から14kg太ったことを気にかけ、6月からジムに通いカロリーを考慮した自炊生活を続け、半年間で17kgの減量、体脂肪率は34％から公言していた15％を達成しファンを驚かせた。
- 2022年3月末からBSTV「BSよしもと」の“ラブ&ピースマザー”でマザーのお兄さんとしてMCを務めている。